# Epifanio di Pavia
Epifanio di Pavia (Pavia, 439 – Pavia, 21 gennaio 498) è stato l'ottavo vescovo di Pavia dal 467 fino alla sua morte. In vita godette di un'autorità e un prestigio paragonabili a quelli dello stesso pontefice. È venerato come santo della Chiesa cattolica. Patrono del Regno d'Italia.

## Biografia
Epifanio nacque intorno al 439 da Mauro e Focaria, indicati da Ennodio come appartenenti alla più illustre aristocrazia ("Vita Epiphani", VII), ma i cui nomi suggeriscono un'origine più modesta, forse legata agli ambienti militari. Sin da bambino fu destinato alla carriera ecclesiastica e studiò in una scuola istituita dalla curia pavese. Suddiacono a diciotto anni e diacono a venti, Epifanio divenne uomo di fiducia del vescovo Crispino, che vide in lui la persona più idonea a succedergli. 
Alla morte di Crispino, nel 467, Epifanio, infatti, a neppure trent'anni divenne il nuovo vescovo di Pavia, malgrado non tutto il clero pavese ne approvasse la nomina. Il suo magistero si caratterizzò nel senso di una certa vicinanza agli strati popolari e a un forte ascetismo, ispirato, forse, alle pratiche del monachesimo gallico. È plausibile un influsso da parte del cenobio monastico di Lérins, ove Epifanio si recò in visita nel 474.
Epifanio, in sintonia con gli orientamenti di Lérins, mostrò inoltre un'apertura e una disponibilità al dialogo nei confronti delle popolazioni germaniche. Ciò spiega il suo importante ruolo di mediatore durante il tramonto dell'Impero Romano d'Occidente e l'inizio del regno degli Ostrogoti.
Nel 472, Epifanio si recò a Roma per appianare il contrasto fra il generale di origine sveva Ricimero e l'Imperatore d'Occidente Antemio, ma non poté evitare lo scontro militare fra i due e la conseguente morte di Antemio.
Più fortunata fu la missione diplomatica che Epifanio condusse in Gallia per conto del nuovo Imperatore, Giulio Nepote: incontrò infatti il Re dei Visigoti Eurico e ottenne una regolarizzazione delle relazioni fra i Visigoti e Roma.
Negli anni successivi Giulio Nepote dovette lasciare l'Italia, costretto alla fuga da Oreste, che fece nominare Imperatore il proprio figlio Romolo Augusto. Seguì la rivolta delle truppe fedeli a Odoacre, che uccisero Oreste e deposero Romolo Augusto (476), ponendo fine all'Impero d'Occidente. In tali circostanze, Epifanio riuscì a imporre il mantenimento della calma a Pavia, coinvolta negli scontri, e, successivamente, ottenne benefici per la comunità pavese da Odoacre. 
Durante la guerra fra Odoacre e Teodorico (488-493) Epifanio riuscì a mantenersi equidistante. Dopo la vittoria di Teodorico, si recò a incontrarlo a Ravenna e guadagnò la sua stima e fiducia. Teodorico, anzi, lo inviò come ambasciatore presso Gundebado, Re dei Burgundi, già alleato di Odoacre. Fu questa la missione più brillante di Epifanio, che mediò un accordo fra Gundebado e Teodorico e fece liberare migliaia di italici trattenuti come schiavi dai Burgundi.
Nel 497 Epifanio si recò di nuovo presso Teodorico per negoziare alcuni sgravi fiscali per la comunità pavese. Durante il viaggio di ritorno si ammalò. Morì a Pavia il 21 gennaio 498 e fu sepolto nella chiesa di Sant'Epifanio.

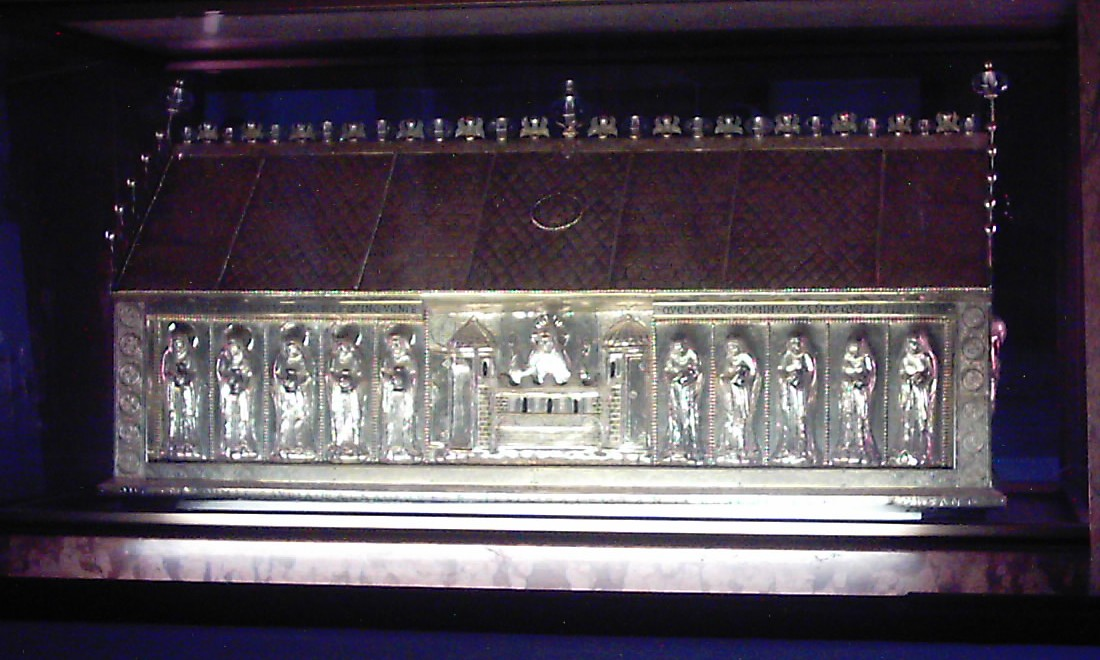
Il reliquiario di Epifanio nella cattedrale di Hildesheim

Poco dopo la sua morte Epifanio fu venerato santo e gli furono attribuiti numerosi miracoli. Nell'962 la maggior parte delle sue reliquie fu trasferita a Hildesheim dal vescovo di tale città, Othwin, per dare a questa regione più prestigio e aiuto celeste. Come in altri casi simili, questa traslazione fu descritta dai cronisti come un furto drammatico per sottolineare il consenso e la collaborazione del santo. Una piccola parte delle sue reliquie sono custodite nella chiesa di San Francesco a Pavia. 
Le reliquie di Epifanio portate a Hildesheim sono contenute in uno scrigno dorato del XII secolo e furono posizionate sotto l'altare centrale del duomo di Hildesheim (fino alla nuova ristrutturazione del Duomo); dal 2015 sono posizionate nella parte superiore della cappella nel transetto nord. 
Sulla base del trasferimento delle reliquie di Epifanio si è formato un gemellaggio tra Pavia e Hildesheim.